# Sara (film, 2010)
Pour les articles homonymes, voir Sara (film).
Pour plus de détails, voir Fiche technique et Distribution.
Sara est un court-métrage américain écrit et réalisé par Constance Kowtna, sorti en 2010. 
Jessica Clark commence sa carrière cinématographique par ce court-métrage.

## Synopsis
C'est l'histoire de deux jeunes femmes au cours d'un été à New York.

## Fiche technique
- Titre : Sara
- Réalisation : Constance Kowtna
- Scénario : Constance Kowtna
- Montage : Constance Kowtna, Mark Kotlinski
- Production : Constance Kowtna, Katie Madonna Lee
- Société de production : Todol Productions
- Direction de la photographie : Mike Hechanova
- Musique :
- Pays d'origine :  États-Unis
- Langue d'origine : anglais américain
- Genre : Drame, romance saphique
- Lieux de tournage : New York, État de New York, États-Unis
- Durée : 15 minutes
- Date de sortie : 
  -  États-Unis
    - juillet 2010 au New York International Latino Film Festival (en)
    - juillet 2010 à l'Outfest

## Distribution
- Julissa Bermudez : Sara
- Jessica Clark : Lexus
- Harvey Gardner Moore : Marcus
- Beth Heidere : la conseillère
- Alexis Iacono : la fille au texte
- Phyllis Johnson : Jae
- Louis Jordan : le garçon dans la salle d'attente
- Pauline Nguyen : la réceptioniste
- Omel O'Conner : la dame au bar
- Angelica Pasquini : une patiente dans la salle d'attente
- Justin Thomas : un patient dans la salle d'attente